# C&S Wholesale Grocers
C&S Wholesale Grocers är ett amerikanskt transportföretag som har verksamheter inom partihandel och distribuerar livsmedel och andra produkter till omkring 6 500 detaljhandelsbutiker tillhörande bland annat Albertsons Companies LLC och Target Corporation i 15 amerikanska delstater.
Den amerikanska ekonomitidskriften Forbes rankade C&S till den tionde största privata företaget i USA efter omsättning för år 2016.